# Añorga
Añorga is een van de 17 districten van de Spaanse stad San Sebastian. Het district grenst in het noorden en noordwesten aan het district Ibaeta, in het uiterste noord-oosten aan Aiete, in het oosten aan Miramón-Zorroaga, in het zuiden aan de gemeentes Hernani en Lasarte-Oria, en in het westen aan de gemeente Usurbil. In 2020 had het district 2.278 inwoners.

## Geografie
Añorga ligt in de bovenloop van het stroomgebied van een beekje met dezelfde naam. Dit beekje ontspringt nabij de buurtschap Errekalde, dat in dit district valt, en stroomt via de districten Ibaeta en Antiguo om uit te monden in La Concha. Het grootste deel van dit beekje is inmiddels gekanaliseerd en overdekt. Deze kanalisering leverde echter regelmatig overstromingen op, en zodoende is het op een aantal delen weer ongedaan gemaakt.

## Geschiedenis
Het gebied van het district werd al bewoond voordat San Sebastian was gesticht, en verschillende families uit het gebied behoorden tot de eerste bewoners van de stad. In het gebied was de nodige nijverheid terug te vinden, aangedreven door watermolens. Waterkracht dreef ook de cementfabriek aan, die hier in 1850 is gevestigd.
Omdat Añorga op een natuurlijke doorgang ligt tussen het dal van de rivier de Oria en het kustgebied van San Sebastian, werd de nationale weg N-I door deze zone aangelegd. Deze weg is in de jaren '70 van de 20e eeuw bovendien verdubbeld tot expresweg, waardoor het district te kampen kreeg met geluidsoverlast en vervuiling, en bovendien in twee van elkaar geïsoleerde delen gedeeld werd. Hoewel met de aanleg van de AP-8 in de jaren '90 getracht werd het verkeer om te leiden, en er tegelijkertijd snelheidsbeperkende maatregelen zijn aangebracht, blijft de weg die Añorga doorsnijdt voor veel overlast zorgen, en splitst hij het district nog steeds in twee aparte delen.

## Verkeer en vervoer
In het district Añorga liggen twee stations langs het meterspoor van de spoorwegmaatschappij EuskoTren, station Añorga en station Errekalde, die beiden aan worden gedaan door de trein over de lijn van San Sebastian naar Bilbao, en door de metro van San Sebastian.
Aiete · Altza · Amara Berri · Antiguo · Ategorrieta-Ulia · Añorga · Centro · Egia · Gros · Ibaeta · Igeldo · Intxaurrondo · Loiola · Martutene · Miracruz-Bidebieta · Miramon-Zorroaga · Zubieta